# London Calling
London Calling je třetí album (dvojalbum) skupiny The Clash vydané 14. prosince 1979 vydavatelstvím CBS Records ve Velké Británii a v lednu 1980 vydavatelstvím Epic Records v USA a produkované Guyem Stevensem. Album zaznamenalo velký úspěch u kritiky i posluchačů a je považováno za jedno z nejlepších hudebních alb vůbec. Časopis Rolling Stone ho zařadil v roce 2003 na 8. příčku seznamu "500 nejlepších alb všech dob". Prodalo se ho přes 2 miliony kusů.

## Seznam skladeb
Všechny písně kromě označených napsal Mick Jones a Joe Strummer.

### Strana jedna
1. "London Calling" – 3:19
2. "Brand New Cadillac" (Vince Taylor) – 2:09
3. "Jimmy Jazz" – 3:51
4. "Hateful" – 2:47
5. "Rudie Can't Fail" – 3:26

Stopy 1–4 zpívá Joe Strummer. Stopu 5 Joe Strummer a Mick Jones.

### Strana dva
1. "Spanish Bombs" – 3:18
2. "The Right Profile" – 4:00
3. "Lost in the Supermarket" – 3:47
4. "Clampdown" – 3:50
5. "The Guns of Brixton" (Paul Simonon) – 3:07

Stopy 1, 2 and 4 zpívá Joe Strummer. Stopu 3 Mick Jones. Stopu 5 Paul Simonon.

### Strana tři
1. "Wrong 'Em Boyo" (Clive Alphonso) – 3:10
2. "Death or Glory" – 3:55
3. "Koka Kola" – 1:45
4. "The Card Cheat" (Jones, Strummer, Simonon, Topper Headon) – 3:51

Stopy 1–3 zpívá Joe Strummer. Stopu 4 Mick Jones.

### Strana čtyři
1. "Lover's Rock" – 4:01
2. "Four Horsemen" – 3:00
3. "I'm Not Down" – 3:00
4. "Revolution Rock" (Jackie Edwards, Danny Ray) – 5:37
5. "Train in Vain" – 3:11

Stopy 2 a 4 zpívá Joe Strummer. Stopu 3 a 5 Mick Jones. Stopu 1 Joe Strummer i Mick Jones.

### Bonusové vydání na 25. výročí vydání
Zahrnuje nahrávky The Vanilla Tapes jako bonus.
1. "Hateful" – 3:23
2. "Rudie Can't Fail" – 3:08
3. "Paul's Tune" (Simonon) – 2:32
4. "I'm Not Down" – 3:34
5. "4 Horsemen" – 2:45
6. "Koka Kola, Advertising & Cocaine" – 1:57
7. "Death or Glory" – 3:47
8. "Lover's Rock" – 3:45
9. "Lonesome Me" (Jones, Strummer, Simonon, Headon) – 2:09
10. "The Police Walked in 4 Jazz" – 2:19
11. "Lost in the Supermarket" – 3:52
12. "Up-Toon (Inst.)" – 1:57
13. "Walking The Sidewalk" (Jones, Strummer, Simonon, Headon) – 2:34
14. "Where You Gonna Go (Soweto)" (Jones, Strummer, Simonon, Headon) – 4:05
15. "The Man in Me" (Bob Dylan) – 3:57
16. "Remote Control" – 2:39
17. "Working and Waiting" – 4:11
18. "Heart & Mind" (Jones, Strummer, Simonon, Headon) – 4:27
19. "Brand New Cadillac" (Taylor) – 2:08
20. "London Calling" – 4:26
21. "Revolution Rock" (Edwards, Ray) – 3:51

## Obsazení
The Clash
- Joe Strummer – zpěv, doprovodná kytara, klavír
- Mick Jones – kytara, zpěv, klavír
- Paul Simonon – basová kytara, zpěv
- Topper Headon – bicí, perkuse

Další hudebníci
- Mickey Gallagher – varhany
- The Irish Horns – dechy

Produkce
- Guy Stevens – produkce
- Bill Price – zvuk
- Jerry Green – pomocná režie
- Ray Lowry – design
- Pennie Smith – foto